# Frederick Guthrie
Frederick Guthrie, britanski fizik, kemik in akademski avtor, * 15. oktober 1833, Bayswater območje Westminster, London, † 21. oktober 1886, London.
Njegov oče Alexander Guthrie je bil londonski trgovec, krojač in mlajši brat matematika Francisa Guthrieja. Oče Alexander naj bi veljal za zelo kultiviranega človeka literarnega okusa in sposobnosti, to dokazuje izobrazba, ki jo je zagotovil svojim otrokom. Frederick je skupaj z Williamom Fletcherjem Barrettom leta 1874 ustanovil Londonsko fizikalno društvo (danes Inštitut za fiziko) in bil predsednik društva od 1884 do 1886. Verjel je, da mora znanost temeljiti na eksperimentiranju in ne na razpravah. Guthrie je eden izmed prvih kemikov, ki je dokumenitral strupene učinke gorčičnega plina, med drugimi pa je poznan tudi po izdani knjigi Magnetism and Electricity.

## Izobrazba
Že kot dečka je Fredericka Guthrieja do svojega dvanajstega leta zasebno poučeval pokojni angleški kemik Henry Watts. Njegova akademska kariera pa se je začela na Londonski univerzi, kjer je študiral tri leta. Prvo leto je študiral matematiko pri Augustusu De Morganu. Zadnji dve leti študija pa je posvetil predvsem kemiji pod mentorstvom prof. Tomasa Grahama in Alexandra Williama Williamsona. Tukaj je Frederick ponovno prišel v stik z Wattsom, ki je bil takrat glavni asistent v laboratoriju prof. Williamsona in z njegovim starim mentorjem se je utrdilo intimno prijateljstvo, ki je ostalo neprekinjeno do smrti slednjega. 
Spomladi leta 1854 je Guthrie odšel v Heidelberg, kjer je na Univerzi v Marburgu končal študij kemije pod mentorstvom Adolpha Wihelma Kolbeja in leta 1855 pridobil doktorat. Pridobil je naziv doktorja filozofije ("summa cum laude ”). 
Po vrnitvi v Anglijo je bil leta 1856 imenovan za asistenta dr. Franklanda, takratnega profesorja kemije na Viktorjini univerzi v Manchesterju. Leta 1859 pa je odšel Edinburg, kjer je nasledil dr. Williama Gregoryja kot profesorja kemije na univerzi v Edinburghu.

## Kemijske raziskave
Leta 1860 je Guthrie sintetiziral gorčični plin iz žveplovega diklorida in etilena. Guthrie verjetno ni bil prvi, ki je uspešno sintetiziral gorčični plin, vendar je med prvimi, ki je njegove strupene učinke dokumentiral. Sintezo gorčičnega plina je Guthiere izvedel skoraj istočasno kot Albert Niemann, slednji je njegove strupene učinke opazil v svojih poskusih. Tako Guthiere kot Niemann sta svoje ugotovitve objavila 1. januarja 1860. 

## Gorčični plin
Gorčični plin (kemijsko iperit) je bojni plin, ki je brezbarvn in ima blag vonj po gorčici. Spada v družino mehurjevcev in je slabo hlapen, zato se ga uporablja v tekoči obliki. Prvi je čisti plin pridobil nemški znanstvenik Viktor Meyer. Plin dobro prodira skozi vse vrste tekstila in je bil pogosto uporabljen v prvi svetovni vojni. Gorčični plin so prvič uporabili Nemci septembra 1917 na vzhodni fronti v bitki za Rigo. Z uporabo bojnih plinov so se na bojiščih prvič pojavile rudimentalne plinske maske, ker pa niso poznali kemične sestave plinov, veliko plinskih mask ni bilo učinkovitih. Gorčični plin deluje na vse dele telesa, zato so za zaščito pred njim potrebna posebna oblačila, ki prekrivajo celotno površino telesa. 
Kemijsko:  C4H8Cl2S
Molska masa: 159 g/mol

### Učinki gorčičnega plina

#### Koža
Sama gorčiča ima latentno obdobje delovanje, to je takoj po stiku s kožo, vendar se simptompi pokažejo šele po 2-6 urah. Pojavijo se rdečina, vnetje povrhnjice. Na mestu vnetja se koža zagnoji in nastanejo razjede, ki zahtevajo takojšnje zdravljenje. Če takšnega zdravljenja ni, smrt lahko nastopi po nekaj urah ali v času enega meseca. 

#### Dihalni sistem
Gorčica vpliva tudi na dihalni sitem, z vdihavanjem se lahko pojavijo notranje krvavitve in gnojne žamice, ki povzročijo pljučni edem. 

#### Oči
Če gorčični plin pride v stik z očmi, se začne vnetje sprednjega dela očesa, kar lahko povzroči izgubo vida.
Splošni zastrupitveni učinek gorčice je posledica dejstva, da ne vpliva samo na prizadeta območja, ampak se absorbira tudi v krvni obtok in se širi po vsem telesu, kar se kaže v motnjah cirkulacije, toksičnih ledvičnih, prebavnih in možganskih krvavitvah.

## Kasnejše življenje
To so bila njegova najproduktivnejša leta. Leta 1860 je bil Guthrie izvoljen za člana Kraljeve družbe v Edinburghu, njegov predlagatelj pa je bil generalni upravnik pošte lord Lyon Playfair. Leta 1871 je bil izvoljen za člana Kraljeve družbe v Londnonu. Gurthrie je med leti 1861 in 1867 učil kot profesor kemije in fizike na Kraljevi akademiji Mavricij.
Kasneje se je ponovno vrnil v London, kjer je predaval na Kraljevi rudarski šoli in bil mentor bodočemu eksperimentalnemu fiziku Sir Charlesu V. Boysu. Bil je mentor tudi Johnu Ambroseu Flemingu in je bil ključnega pomena pri preusmeritvi njegovega zanimanja iz kemije v elektriko.
Leta 1873 je izumil termoionsko diodo (tu je pozneje dobil nadomestno priznanje Edisonovemu pomočniku WJ Hammerju).
Guthrie je bil tudi jezikoslovec, pesnik in dramatik. V času pisanje je pod psevdonimom Frederick Cerny napisal pesmi Žid (1863) in Logrono (1877). Napisal je tudi deli Elementi toplote leta 1868 in delo Magnetism and Electricity leta 1873, ki je bilo objavljeno leta 1876.
Guthrie je leta 1886 zbolel za rakom na grlu in dokaj hitro umrl. Pokopan je na pokopališču Kensal Green v Londonu.

## Družina
Guthrie je bil poročen kar štirikrat, vendar o njegovih zakonih ni veliko podatkov. Z Agnes Guthrie, rojena Bickell je imel sina Fredericka Bickell Guthrie, ki je kasneje postal kmetijski kemik.

## Dela
- Žid (1863)

- Elementi toplote (1868)
- Magnetism and Electricity (1873)
- Termoinoska dioda (1873)
- so-ustanovitelj Fizikalnega društva (1873)
- Logrono (1877)